# Brasão de armas de Mayotte
Mayotte não tem um brasão de armas oficial. Porém, existe um brasão de armas de Mayotte não-oficial que representa a comunidade ultramarina francesa.
É constituído por um escudo com um desenho em forma de nuvem, que contém uma lua branca em fase de quarto crescente sobre fundo azul, e duas flores em amarelo sobre fundo vermelho, na parte inferior. Os apoiantes do escudo são cavalos-marinhos. O lema, inscrito numa faixa cinzenta, tem as palavras "Ra hichiri".